# 雷丁頓村 (新澤西州)
雷丁頓村（英語：Readington Village）是位於美國新澤西州亨特登縣的非建制地區。

## 地理
雷丁頓村所處的海拔為高於海平面33米（即108英呎），而該地所採用的時區為UTC-5，即北美东部时区（EST）。同時該地設有夏令時間，為UTC-5調快一小時，即UTC-4（EDT）。